# Ferrovia Francoforte-Mannheim
La ferrovia Francoforte-Mannheim (in tedesco: Bahnstrecke Mannheim–Frankfurt am Main), anche conosciuta come Riedbahn, è un'importante linea ferroviaria della Germania che fa parte dell'itinerario principale che collega l'area centrale dello stato con il sud e la Svizzera. Ha inizio a Francoforte sul Meno e raggiunge Biblis, terminando nella stazione Centrale di Mannheim.
Trattandosi di un itinerario ferroviario di importanza europea, sulla base di accordi bilaterali svizzero-tedeschi, l'intera linea dovrebbe essere quadruplicata interamente anche in funzione di accesso nord alla nuova linea attraverso il tunnel di base del San Gottardo in Italia.

## Caratteristiche

### Percorso
| Unknown route-map component "CONTfa" |

|  | Unknown route-map component "ABZg+l" | Unknown route-map component "CONTgeq" |

| Station on track |

| Unknown route-map component "CONTgq" | Unknown route-map component "ABZgr" |  |

| Station on track |

| Unknown route-map component "CONTgq" | Unknown route-map component "ABZgr" |  |

| Unknown route-map component "SKRZ-Au" |

| Unknown route-map component "CONTfaq" | Unknown route-map component "ABZg+r" |  |

| Station on track |

| Unknown route-map component "SKRZ-Au" |

| Station on track |

| Station on track |

| Unknown route-map component "SKRZ-Ao" |

| Unknown route-map component "CONTgq" | Unknown route-map component "kABZq2" | Unknown route-map component "KRZo+k23" | Unknown route-map component "kABZq+3" | Unknown route-map component "CONTfq" |

| Unknown route-map component "kABZg+14" |

| Station on track |

| Stop on track |

| Stop on track |

|  | Unknown route-map component "eABZg+l" | Unknown route-map component "exCONTgeq" |

| Station on track |

| Stop on track |

| Station on track |

| Station on track |

| Station on track |

| Station on track |

| Unknown route-map component "CONTgq" | Unknown route-map component "ABZgr" |  |

| Stop on track |

| Unknown route-map component "CONTgq" | Unknown route-map component "THSTo" | Unknown route-map component "CONTfq" |

| Unknown route-map component "exCONTfaq" | Unknown route-map component "eABZg+r" |  |

| Station on track |

|  | Unknown route-map component "eABZgl" | Unknown route-map component "exCONTfq" |

| Unknown route-map component "STR+GRZq" |

| Unknown route-map component "eHST" |

| Unknown route-map component "SKRZ-Ao" |

| Non-passenger station/depot on track |

| Station on track |

|  | Unknown route-map component "ABZgl" | Unknown route-map component "CONTfq" |

| Stop on track |

| Unknown route-map component "BS2+l" | Unknown route-map component "eBS2+r" |

| Stop on track | Unknown route-map component "exSTR" |

| Straight track | Unknown route-map component "exKBHFe" |

| Unknown route-map component "hKRZWae" |

| Stop on track |

| Unknown route-map component "CONTfaq" | Unknown route-map component "ABZg+r" |  |  |

| Station on track |

| Unknown route-map component "CONTgq" | Unknown route-map component "ABZglr" | Unknown route-map component "CONTfq" |  |

| Continuation forward |